# مانیکا (خواننده)
مانیکا (به انگلیسی: Manika) با نام کامل مانیکا گریس وارد (به انگلیسی: Manika Grace Ward) (زاده ۲ اوت ۱۹۹۳) خواننده آمریکایی است.